# Gene Fullmer
Gene Fullmer (właśc. Lawrence Gene Fullmer; ur. 21 lipca 1931 w West Jordan, zm. 27 kwietnia 2015 tamże) – amerykański bokser, były mistrz świata wagi średniej, uważany za jednego z najwybitniejszych mistrzów tej kategorii.

## Kariera zawodowa
Jako zawodowiec zadebiutował 9 czerwca 1951. Znokautował w 1. rundzie Glena Pecka, który był 3-krotnie na deskach. Do końca marca 1955 miał już na koncie 29 zwycięstw, a wśród pokonanych m.in. przyszłego mistrza świata wagi średniej Paula Pendera. Pierwszej porażki doznał w kwietniu 1955, kiedy to przegrał na punkty z Gilem Turnerem. Dwa miesiące później odbył się rewanż i to Fullmer zwyciężył na punkty.
W 1955 stoczył jeszcze 4 walki, z których dwie wygrał i przegrał. Porażkę niespodziewanie zadali mu: Bobby Boyd oraz Argentyńczyk Eduardo Lasse. W 1956 stoczył 5 walk, wszystkie wygrywając. Pokonał m.in. Rocky’ego Castellaniego, Ralpha Tigera Jonesa i Charlesa Humeza.
2 stycznia 1957 dostał szansę walki o mistrzostwo świata. Jego rywalem był świetny Sugar Ray Robinson. Fullmer niespodziewanie zaskoczył wszystkich i pokonał Robinsona jednogłośnie na punkty po fenomenalnym pojedynku. 1 maja 1957 przystąpił do pierwszej obrony mistrzostwa. Jego rywalem był Robinson, którego Fullmer pokonał w styczniu. Robinson znokautował Fullmera w 5. rundzie.
Fullmer zwyciężył w kolejnych 9 pojedynkach, by móc ponownie zawalczyć o mistrzostwo świata. 28 sierpnia 1959 w walce o pas zmierzył się z Carmenem Basilio. Po świetnym widowisku Fullmer zwyciężył przez techniczny nokaut w 14. rundzie. Pojedynek został uznany przez magazyn „The Ring” walką roku.
Świetna passa Fullmera trwała do 1961. Mistrzostwo świata obronił 7-krotnie, pokonując m.in. Carmena Basilio czy Sugara Raya Robinsona. 23 października 1962 przegrał jednogłośnie na punkty z Dickiem Tigerem. W 1963 zmierzył się jeszcze z nim 2-krotnie. W lutym z nim zremisował, a w sierpniu przegrał przez poddanie w 7. rundzie. Po porażce z Tigerem definitywnie zakończył karierę.
W 1991 wraz ze swoim dawnym rywalem Dickiem Tigerem dołączył do Międzynarodowej Bokserskiej Galerii Sławy.
Miał dwóch braci. Pierwszy z nich Don Fullmer walczył o mistrzostwo świata w wadze średniej, ale poległ. Drugi to Jay Fullmer, który występował w wadze lekkiej, ale nie odniósł znaczących sukcesów.
W 2001 jego zdjęcie zostało wykorzystane jako okładka albumu kompilacyjnego Greatest Hits amerykańskiego zespołu muzycznego Alice in Chains.